# Comando de Libertação Nacional
Comando de Libertação Nacional (COLINA) foi uma organização de origem guerrilheira  brasileira de extrema-esquerda, composta basicamente por estudantes universitários mineiros, que lutou contra a ditadura militar brasileira instalada em 1964, e que por meio da luta armada e de focos de guerrilha urbana e rural tinha a pretensão de reestabelecer as ordens democráticas ao país. Teve origem em 1967 no estado de Minas Gerais a partir da fusão com outra organização de esquerda, POLOP, abraçando as ideias defendidas pela OLAS, executando, desde 1968, ações armadas urbanas para levantamento de recursos para guerrilha no campo. No COLINA havia a participação da ex-presidenta brasileira Dilma Rousseff,  além de cinco sargentos do exército: João Lucas Alves, Severino Viana Colon, Valdivo de Almeida, José Alves da Silva e Roil de Noronha Soares. A partir de 1969, quando teve vários de seus militantes presos, ela deu origem à VAR-Palmares, com o apoio de ex-membros da VPR.
O COLINA ficou conhecido por se envolver em uma tentativa de assassinato do boliviano Gary Prado, divulgado como o oficial que teria capturado e executado o líder da revolução cubana Che Guevara na Bolívia a mando do então Presidente da Bolívia René Barrientos. Em 1 de julho de 1968, três integrantes da organização, João Lucas Alves, Severino Viana Colon e José Roberto Monteiro assassinaram a tiros um oficial no bairro da Gávea, acreditando ser o oficial boliviano, quando na verdade se tratava de um major do exército alemão e ex-combatente do exército nazista na 2ª Guerra Mundial, Edward Ernest Tito Otto Maximilian von Westernhagen. Amilcar Baiardi era o responsável por redigir o documento onde o COLINA assumiria o atentado caso os guerrilheiros não retornassem da missão com vida. Diante do equívoco, a organização não assumiu a autoria do atentado. Já em novembro daquele ano, João Lucas foi preso e torturado até a morte. Três meses mais tarde, foi a vez de Severino, que foi encontrado morto em sua cela sob alegação de suicídio. Valdivo de Almeida foi preso em 1970 e solto anos mais tarde. 
Em caso de tortura, o grupo seguia seu manual, chamado "Comportamento do companheiro em caso de cair preso", que dizia, entre outras coisas:
"[...] Dar abundantes dados falsos, porém coerentes, que permitam ganhar tempo, para que os companheiros fujam [...] Em caso de tortura - deve-se analisar rapidamente a situação para decidir as atitudes a tomar. Continua válido falar bastante em torno de dados falsos. Se a tortura insuportável, deve-se buscar uma maneira de ser ferido ou desfalecido, pois o tempo é fundamental. [...] Toda declaração obtida em tortura pode ser negada em juízo, o que deve ser feito em interrogatório prestado ao juiz."
Em janeiro de 1969, a polícia civil de Minas Gerais, ao empreender uma busca em uma "aparelho" da organização, travou um forte tiroteio com os militantes que ocasionou a morte de dois policiais civis, desbaratando o grupo e prendendo suas lideranças. Um dos seus dirigentes, Murilo Pezzuti, foi preso-cobaia em aulas de tortura na Vila Militar do Rio de Janeiro no mesmo ano.